# Podturn, Rogaška Slatina
Podturn este o localitate din comuna Rogaška Slatina, Slovenia, cu o populație de 71 de locuitori.